# باري مورو
باري مورو (بالإنجليزية: Barry Morrow)‏ هو كاتب سيناريو ومنتج أفلام أمريكي، ولد في 12 يونيو 1948 في أوستين في الولايات المتحدة.

## وصلات خارجية
- باري مورو على موقع IMDb (الإنجليزية)
- باري مورو على موقع ألو سيني (الفرنسية)
- باري مورو على موقع أول موفي (الإنجليزية)
- باري مورو على موقع قاعدة بيانات الأفلام السويدية (السويدية)
- باري مورو على موقع قاعدة بيانات الفيلم (الإنجليزية)
- باري مورو على موقع كينوبويسك (الروسية)